# Самария (Крит)
Вижте пояснителната страница за други значения на Самария.
Самария е каньон (клисура) и едноименен гръцки национален парк и биосферен резерват в Лефка Ори (Бялата планина), разположена в западната част на остров Крит, Гърция.
Самария е сред най-дългите и най-добре известните клисури в Европа с дължината 16 km. За преминаването ѝ пеш са необходими около 5 – 6 часа. Клисурата започва от малкото село Омалос и свършва при залива Агиа Румели, откъдето туристите могат да се върнат с кораб до Хора Сфакион или Сугя.